# Château de Mauhic

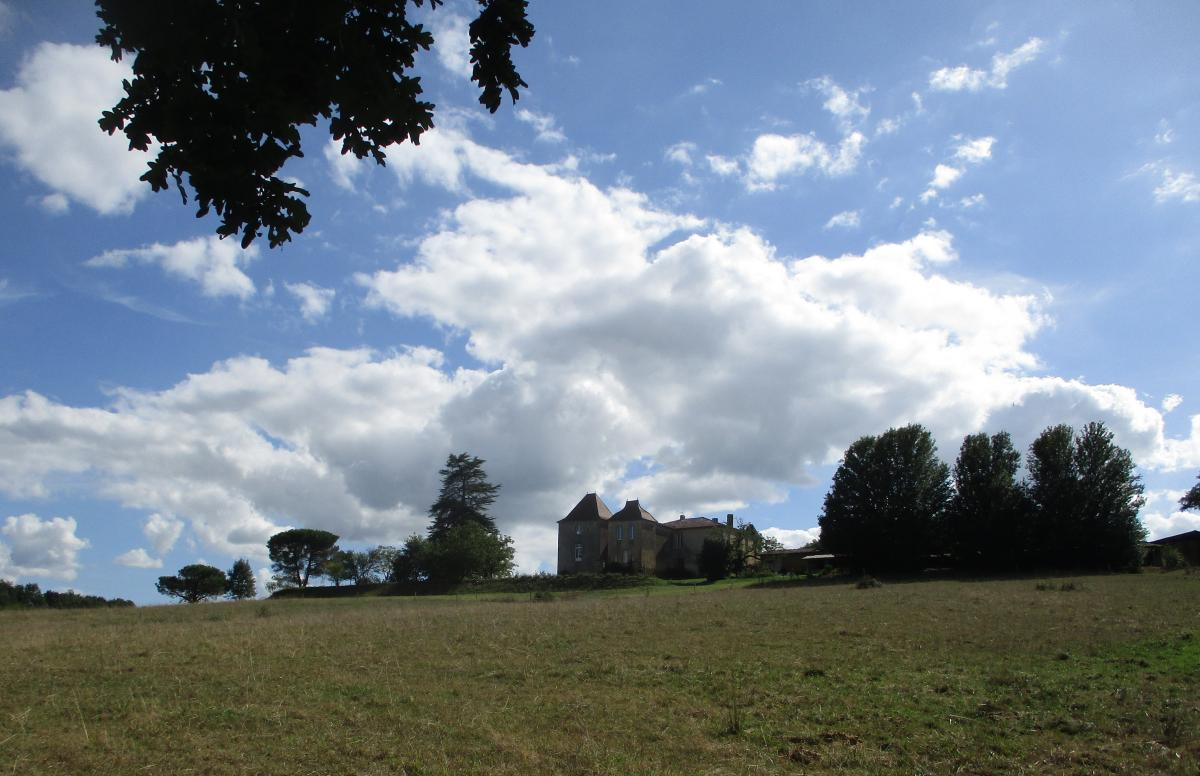

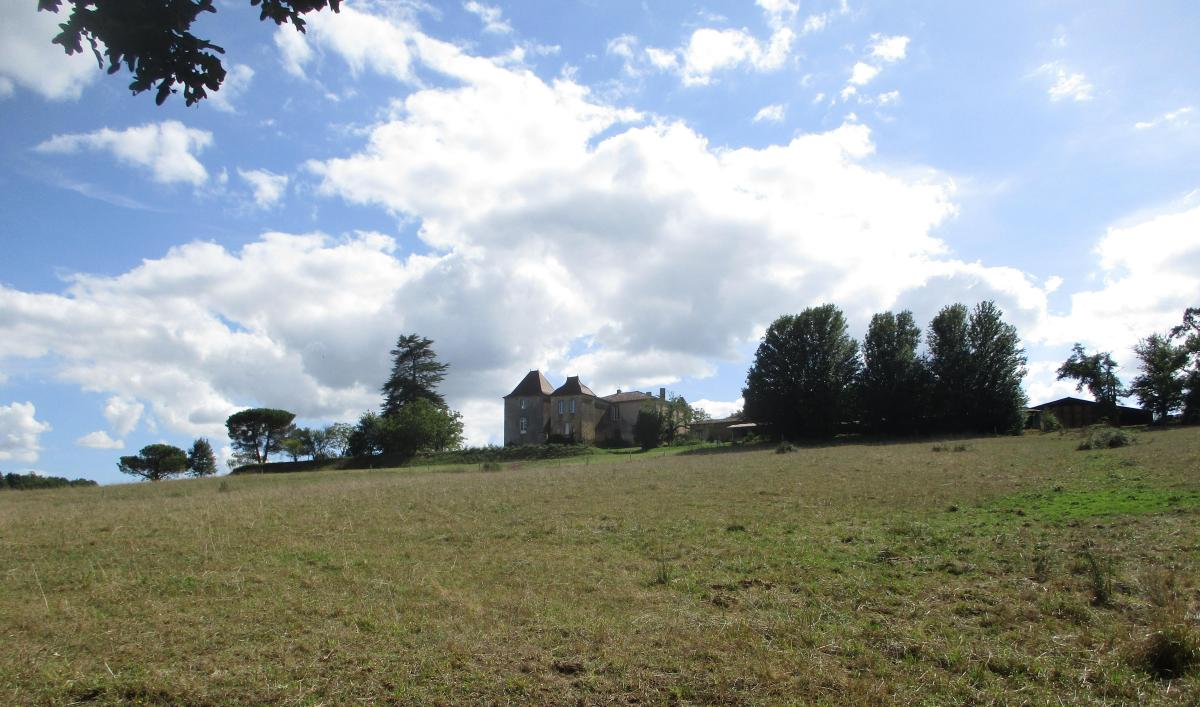
Chateau de Mauhic, vu du nord. Loubedat

Le château de Mauhic est un château situé en France sur la commune de Loubédat, dans le département du Gers en région Midi-Pyrénées.
Il est situé au centre d'un domaine agricole et viticole qui s'étend sur une centaine d'hectares environ.
L'une des tours du château récemment rénovées est destinée à la location saisonnière.

## Histoire
Le château fut construit par Auger de Lau, fils de Jeanne d'Avéron et de Thibaut de Lau. La première mention écrite de l'existence du château se trouve dans le testament d'Auger de Lau daté de 1512.
La branche des Lau de Mauhic se maintint jusqu’au mariage de la dernière représentante du nom, Claire Marguerite de Lau avec Daniel de Montesquiou- chevalier, lieutenant général des Armées du Roi, commandeur de l'ordre de Saint Louis, - en 1695. N’ayant pas d’héritier et après la mort de son mari en 1715, elle légua la propriété familiale à son beau-frère, Clément de Montesquiou, abbé de Berdoues.
C’est probablement l’époque où d’importants travaux furent réalisés donnant à l’ancien château féodal une allure plus en rapport avec les critères de confort du XVIIIe siècle.
Clément, habitait le château de Mauhic dont il avait été nommé chapelain.
L’abbé mourut en 1732 au château, instituant comme héritier le fils de sa soeur Madame Philippe de Montesquiou épouse Médrano, mariée à Pierre IV de Médrano. Ce neveu, Antoine de Médrano, fut major au régiment du Roure.
La famille de Médrano se maintint à Mauhic jusqu’à la Révolution. Le domaine comptait alors près de 450 hectares de prés, vigne et bois fort bien exploités, plusieurs métairies, une tuillerie. Le château avait belle allure avec les aménagements réalisés par les Montesquiou et parfaitement entretenus par les Médrano. Hélas, les nuages s’assombrirent rapidement. Sous la Terreur, le dernier seigneur de Mauhic, Jean-Marie de Médrano fut guillotiné à Auch le 17 avril 1794. Son jugement sommaire et expéditif relate qu'il avait caché une partie de son argenterie et ses titres de noblesse dans un mur qu'il avait fait construire exprès, "preuves incontestables de son amour ardent pour l'aristocratie". Ses biens précieux d'une grande valeur, ornées d'or, d'argent et de pierres précieuses sont mis sous séquestre à Nogaro puis envoyés à Paris. De sa femme Anne d’Abbadie, il avait eu une fille, elle aussi prénommée Anne qui venait d’avoir 7 ans lors de l’exécution de son père.
Au décès de sa mère en 1796, la jeune Anne n’avait que 9 ans, elle fut recueillie par les anciens métayers du domaine dont elle épousera le fils Jean-François Sansot de 18 ans son aîné, le 2 novembre 1808 à Loubédat. De cette union naquirent 5 enfants.
La loi du 9 juin 1795 ordonna la restitution des biens aux victimes de la Révolution. Marie-Thérese de Medrano, épouse Dubernet, soeur de Jean-Marie et son frère Etienne de Medrano, resté célibataire, firent conjointement une demande de restitution du patrimoine mis sous séquestre. La procédure fut longue, l’argenterie avait été envoyée à Paris, puis fondue ; la vaisselle et le mobilier avaient disparu… L’affaire cependant traina jusqu’en 1808, seul Etienne recueillit la demeure familiale, sa soeur étant décédée 8 ans plus tôt.